# روند ماونتین (نوادا)
روند ماونتین، نوادا (انگلیسی: Round Mountain, Nevada) یک شهرثبت نشده در ناحیه نوادا است. جمعیت کل آن در سال ۲۰۱۴ برابر با ۸۶۸ بود. کد پستی شهر ۸۹۰۴۵ است.